# Nationaal Theater (Praag)
Het Nationaal Theater (Tsjechisch: Národní divadlo), gelegen in de Nieuwe Stad van Praag, is het bekendste theater van Tsjechië. Het theater, dat bestaat uit de afdelingen opera, ballet en drama, speelde een belangrijke rol in de Tsjechische nationale wedergeboorte. In 1908 kreeg Tsjechisch sopraan Ema Destinnová de titel van erelid van het Nationaal Theater.
De bouw van het theater begon in 1868. Op 11 juni 1881 werd het gebouw officieel geopend door Rudolf van Oostenrijk.